# Premi Oscar 1977
La 49ª edizione della cerimonia di premiazione dei Premi Oscar si è tenuta il 28 marzo 1977 a Los Angeles, al Dorothy Chandler Pavilion, condotta dagli attori Richard Pryor, Jane Fonda, Ellen Burstyn e Warren Beatty.

## Vincitori e candidati
Vengono di seguito indicati in grassetto i vincitori. Ove ricorrente e disponibile, viene indicato il titolo in lingua italiana e quello in lingua originale tra parentesi.

### Miglior film
- Rocky, regia di John G. Avildsen
- Tutti gli uomini del presidente (All the President's Men), regia di Alan J. Pakula
- Questa terra è la mia terra (Bound for Glory), regia di Hal Ashby
- Quinto potere (Network), regia di Sidney Lumet
- Taxi Driver, regia di Martin Scorsese

### Miglior regia
- John G. Avildsen - Rocky
- Alan J. Pakula - Tutti gli uomini del presidente (All the President's Men)
- Lina Wertmüller - Pasqualino Settebellezze
- Ingmar Bergman - L'immagine allo specchio (Ansikte mot ansikte)
- Sidney Lumet - Quinto potere (Network)

### Miglior attore protagonista
- Peter Finch - Quinto potere (Network) - postumo
- Robert De Niro - Taxi Driver
- Giancarlo Giannini - Pasqualino Settebellezze
- William Holden - Quinto potere (Network)
- Sylvester Stallone - Rocky

### Migliore attrice protagonista
- Faye Dunaway - Quinto potere (Network)
- Marie-Christine Barrault - Cugino, cugina (Cousin, Cousine)
- Talia Shire - Rocky
- Sissy Spacek - Carrie - Lo sguardo di Satana (Carrie)
- Liv Ullmann - L'immagine allo specchio (Ansikte mot ansikte)

### Miglior attore non protagonista
- Jason Robards - Tutti gli uomini del presidente (All the President's Men)
- Ned Beatty - Quinto potere (Network)
- Burgess Meredith - Rocky
- Laurence Olivier - Il maratoneta (Marathon Man)
- Burt Young - Rocky

### Migliore attrice non protagonista
- Beatrice Straight - Quinto potere (Network)
- Jane Alexander - Tutti gli uomini del presidente (All the President's Men)
- Jodie Foster - Taxi Driver
- Lee Grant - La nave dei dannati (Voyage of the Damned)
- Piper Laurie - Carrie - Lo sguardo di Satana (Carrie)

### Miglior sceneggiatura non originale
- William Goldman - Tutti gli uomini del presidente (All the President's Men)
- Robert Getchell - Questa terra è la mia terra (Bound for Glory)
- Federico Fellini e Bernardino Zapponi - Il Casanova di Federico Fellini
- Nicholas Meyer - Sherlock Holmes: soluzione settepercento (The Seven-per-cent Solution)
- Steve Shagan e David Butler - La nave dei dannati (Voyage of the Damned)

### Miglior sceneggiatura originale
- Paddy Chayefsky - Quinto potere (Network)
- Jean-Charles Tacchella e Daniele Thompson - Cugino, cugina (Cousin, Cousine)
- Walter Bernstein - Il prestanome (The Front)
- Sylvester Stallone - Rocky
- Lina Wertmüller - Pasqualino Settebellezze

### Miglior film straniero
- Bianco e nero a colori (Noirs et blancs en couleur), regia di Jean-Jacques Annaud (Costa d'Avorio)
- Jakob il bugiardo (Jakob, der Lügner), regia di Frank Beyer (Repubblica Democratica Tedesca)
- Cugino, cugina (Cousin, Cousine), regia di Jean-Charles Tacchella (Francia)
- Notti e giorni (Noce i dnie), regia di Jerzy Antczak (Polonia)
- Pasqualino Settebellezze, regia di Lina Wertmüller (Italia)

### Miglior fotografia
- Haskell Wexler - Questa terra è la mia terra (Bound for Glory)
- Richard H. Kline - King Kong
- Ernest Laszlo - La fuga di Logan (Logan's Run)
- Owen Roizman - Quinto potere (Network)
- Robert Surtees - È nata una stella (A Star Is Born)

### Miglior scenografia
- George Jenkins e George Gaines - Tutti gli uomini del presidente (All the President's Men)
- Gene Callahan, Jack Collis e Jerry Wunderlich - Gli ultimi fuochi (The Last Tycoon)
- Dale Hennesy e Robert de Vestel - La fuga di Logan (Logan's Run)
- Elliot Scott, Norman Reynolds e Peter Howitt - Sarah Bernhardt - La più grande attrice di tutti i tempi (The Incredible Sarah)
- Robert F. Boyle e Arthur Jeph Parker - Il pistolero (The Shootist)

### Migliori costumi
- Danilo Donati - Il Casanova di Federico Fellini
- William Theiss - Questa terra è la mia terra (Bound for Glory)
- Anthony Mendleson - Sarah Bernhardt - La più grande attrice di tutti i tempi (The Incredible Sarah)
- Mary Wills - The Passover Plot
- Alan Barrett - Sherlock Holmes: soluzione settepercento (The Seven-per-cent Solution)

### Miglior montaggio
- Richard Halsey e Scott Conrad - Rocky
- Robert L. Wolfe - Tutti gli uomini del presidente (All the President's Men)
- Robert Jones e Pembroke J. Herring - Questa terra è la mia terra (Bound for Glory)
- Alan Heim - Quinto potere (Network)
- Eve Newman e Walter Hannemann - Panico nello stadio (Two-Minute Warning)

### Miglior sonoro
- Arthur Piantadosi, Les Fresholtz, Dick Alexander e Jim Webb - Tutti gli uomini del presidente (All the President's Men)
- Harry Warren Tetrick, William McCaughey, Aaron Rochin e Jack Solomon - King Kong
- Harry Warren Tetrick, William McCaughey, Lyle Burbridge e Bud Alper - Rocky
- Donald Mitchell, Douglas Williams, Richard Tyler e Hal Etherington - Wagon-lits con omicidi (Silver Streak)
- Robert Knudson, Dan Wallin, Robert Glass e Tom Overton - È nata una stella (A Star Is Born)

### Migliore colonna sonora
- Adattamento con canzoni originali

- Leonard Rosenman - Questa terra è la mia terra (Bound for Glory)
- Paul Williams - Piccoli gangsters (Bugsy Malone)
- Roger Kellaway - È nata una stella (A Star Is Born)

- Originale

- Jerry Goldsmith - Il presagio (The Omen)
- Bernard Herrmann - Complesso di colpa (Obsession)
- Jerry Fielding - Il texano dagli occhi di ghiaccio (The Outlaw Josey Wales)
- Bernard Herrmann - Taxi Driver
- Lalo Schifrin - La nave dei dannati (Voyage of the Damned)

### Miglior canzone
- Evergreen, musica di Barbra Streisand e testo di Paul Williams - È nata una stella (A Star Is Born)
- Ave Satani, musica e testo di Jerry Goldsmith - Il presagio (The Omen)
- Come to Me, musica di Henry Mancini, testo di Don Black - La Pantera Rosa colpisce ancora (The Pink Panther Strikes Again)
- Gonna Fly Now, musica di Bill Conti, testo di Carol Connors e Ayn Robbins - Rocky
- A World That Never Was, musica di Sammy Fain, testo di Paul Francis Webster - Half a House

### Miglior documentario
- Harlan County, USA, regia di Barbara Kopple
- Hollywood On Trial, regia di David Helpern
- Off the Edge, regia di Michael Firth
- People of the Wind, regia di Anthony Howarth
- Volcano: An Inquiry into the Life and Death of Malcolm Lowry, regia di Donald Brittain e John Kramer

### Miglior cortometraggio
- In the Region of Ice, regia di Peter Werner
- Kudzu, regia di Marjorie Anne Short
- The Morning Spider, regia di Julian Chagrin
- Nightlife, regia di Claire Wilbur e Robin Lehman
- Number One, regia di Dyan Cannon

### Miglior cortometraggio documentario
- Number Our Days, regia di Lynne Littman
- American Shoeshine, regia di Sparky Greene
- Blackwood, regia di Tony Ianzelo e Andy Thompson
- The End of the Road, regia di John Armstrong
- Universe, regia di Lester Novros

### Miglior cortometraggio d'animazione
- Leisure, regia di Bruce Petty
- Dedalo, regia di Manfredo Manfredi
- The Street, regia di Caroline Leaf

## Premi speciali

### Premio Special Achievement
- Carlo Rambaldi, Glen Robinson e Frank Van der Veer - King Kong - Effetti visivi
- L. B. Abbott, Glen Robinson e Matthew Yuricich - La fuga di Logan (Logan's Run) - Effetti visivi

### Premio alla memoria Irving G. Thalberg
- Pandro S. Berman